# Baltic Soul Weekender
Der Baltic Soul Weekender ist ein Musik-Festival mit bisher maximal 4700 Besuchern, das 2007 das erste Mal stattfand. Im Wesentlichen präsentiert der Veranstalter die Musikrichtungen Soul, Funk, Soulful House und Disco. Neben Auftritten von Liveacts legen auch bekannte DJs Musik auf. Es ist Deutschlands einziges Festival, bei dem sich immobile Unterkünfte (Ferienhäuser) direkt auf dem Festivalgelände befinden. Gründer des Festivals ist der DJ und Eventmanager Daniel Dombrowe (Dan D.).

## Geschichte
Der Veranstaltungsort war von 2007 bis 2013 der Ferienpark Weißenhäuser Strand, welcher etwa 120 km nördlich von Hamburg an der Ostsee liegt. 2014 bis 2016 fand der Baltic Soul Weekender im Center Parc Bispingen im Süden der Lüneburger Heide statt. Im November 2014 fand einmalig ein DJ-Wochenende statt, bei dem komplett auf Liveacts verzichtet wurde und nur DJs auflegten. Nachdem die zuvor veranstaltende Soul Weekender GmbH 2015 Insolvenz anmelden musste, veranstaltete die Agentur Four Artists aus Berlin seit 2016 den Baltic Soul Weekender. Dan Dombrowe blieb dabei als Creative Director erhalten. Seit 2018 findet die Veranstaltung wieder am Ferienpark Weißenhäuser Strand statt. 2020 stellte Four Artists unabhängig vom Baltic Soul Weekender seinen Betrieb ein. Seit 2022 ist die KJ Projects GmbH Veranstalter des Events.

## Chronologische Übersicht
Beim Baltic Soul Weekender traten in der Vergangenheit bereits verschiedene Künstler und Liveacts auf der Bühne auf. Währenddessen und nach Ende des Bühnenprogramms gab es auf kleineren sogenannten Floors (Tanzflächen) Musik von verschiedenen Discjockeys. Ganztägig konnte man zudem im Baltic Soul TV, das in allen Zimmern verfügbar ist, verschiedene DJs sehen, die ebenfalls Musik auflegten.
|                                           | Liveacts | DJs | Baltic Soul TV                          |
| ----------------------------------------- | --- | --- | --------------------------------------- |
| BSW #1 23.–25. März 2007                  | Ann Sexton, Roy Ayers, Marva Whitney, Joy Denalane, Erobique, Omar, James Kakande, Carl Keaton Jr., Haruhiko Ikeda | Boris Dlugosch, Brother M., The Buttbrothers, Constantin Groll, Cuebism, Derrick White, The Disco Boys, Crout, DJ Friction, Eddie Piller, Guido Weber, Hans Nieswandt, Heiko Jahnke, Henry Storch, Jay Lee, Jay Scarlett, John Buckby, Jörg Recordshack, Knee Deep, Larris, Marcel Vogel, Matt Moroder, Michael Fuchs, Mousse T., Nico Palermo, Nils Bouldhouse, Oliver Korthals, Pari, Ralph Tee, Rob Wigley, Sinan, Smudo, Soulciety, Stefano Oggiano, Supergid, The Thoennessen, Turntablerocker, Tybreak, Vincenzo, Wallace                               | Kenny B.                                |
| BSW #2 25.–27. April 2008                 | The Temptations, Fatback Band, Alexander O’Neal, Ann Sexton, Carl Douglas, Gloria Scott, Jeff Hendrick, Pat Appleton, Tuomo, Astrid North, Brown Hill, Sharon Phillips, Lee Armstrong Express feat. Ghee, 2529 | Crout, Dan D., Chris Anderton, The Disco Boys, DJ Friction, Eddie Piller, Hans Nieswandt, Henry Storch, Jan Delay, Jazzanova, Jörg Recordshack, Lloyd Atrill, Michael Reinboth, Michael Rütten, Mick Farrer, Mike Thompson, Mr. Groove, Miss Kelly Marie, Oghuzan Celik, Ralf Gum, Rob Wigley, Sinan Mercenk, Smudo, Steve Hobbs, The Stylistics DJ Team, Supergid, The Buttbrothers, Tom Kaiser | Bernd Niedergesäß, Kenny B.             |
| BSW #3 24.–26. April 2009                 | Melba Moore, Incognito, George McCrae, Kurtis Blow, Joyce Sims, Garland Green, Ann Sexton, Gloria Scott, Brown Hill, Sharon Phillips, Daniel Dodd Ellis, Oceana | Ady Croasdell, Crout, Dan D., DJ Friction, DJ Mad, Eddie Piller, Gabriel Bouffiere, Hans Nieswandt, Henry Storch, Karsten John, Lloyd Attrill, Michael Reinboth, Mick Farrer, Mike Thompson, Miss Kelly Marie, Mo’ Horizons, Mr. Brown, Ralf Gum, Rob Wigley, Smudo, Steve Hobbs, Supergid, Tom Kaiser. | Bernd Niedergesäß, Kenny B.             |
| BSW #4 23.–25. April 2010                 | Soul II Soul, The Real Thing, Fettes Brot, Keni Burke, Collins & Collins, Ann Sexton, Gloria Scott, Cool Million, Bennson, Kaye-Ree, Sharon Phillips, Daniel Dodd Ellis Anmerkung: Für Soul II Soul waren ursprünglich De La Soul vorgesehen, die jedoch wegen anderer Verpflichtungen absagen mussten. | Crout, Dan D., DJ E.A.S.E., DJ Friction, DJ Mad, DJ Tomekk, Eddie Piller, Ferry Ultra, Gabriel Bouffiere, Hans Nieswandt, Henry Storch, Lloyd Attrill, Matt Fox, Mick Farrer, Mike Thompson, Miss Kelly Marie, Mousse T., Mr. Brown, Rainer Trüby, Ralph Tee, Rob Wigley, Smudo, Steve Hobbs, Supergid, Tom Kaiser | Bernd Niedergesäß, Kenny B.             |
| BSW #5 15.–17. April 2011                 | Roy Ayers, The Trammps, Gwen McCrae, Cassandra Steen, Joe Bataan, Eli „Paperboy“ Reed, Ann Sexton, Gloria Scott, Marc Evans, Xantoné Blacq, Peppermint Jam Club Ensemble, Kaya-Ree | Crout, Dan D., DJ E.A.S.E., DJ Friction, Dr. Bob Jones, Eddie Piller, Gabriel Bouffiere, Hans Nieswandt, Henry Storch, Ian Dewhirst, Jazzie B., Jo Wallace, Lloyd Attrill, Matt Fox, Mick Farrer, Miss Kelly Marie, Mr. Brown, Perry Louis, Smudo, Steve Hobbs, Supergid, Tom Kaiser | Bernd Niedergesäß, Kenny B.             |
| BSW #6 27.–29. April 2012                 | The Supremes, Leon Ware, Sugarhill Gang, Roachford, Max Mutzke, Omar, Osaka Monaurail, Tortured Soul, Gloria Scott, Ann Sexton, Sharon Phillips, Mic Donet, George McCrae | Ash Selector, Crout, Dan D., DJ E.A.S.E., DJ Friction, Dr. Bob Jones, Eddie Piller, Ferry Ultra, G.I. Disco, Gabriel Bouffiere, Hans Nieswandt, Henry Storch, Ian Dewhirst, John Morales, Lloyd Attrill, Mick Farrer, Miss Kelly Marie, Mousse T., Mr. Brown, Rob Wigley, Smudo, Steve Hobbs, Supergid | Bernd Niedergesäß, Kenny B.             |
| BSW #7 26.–28. April 2013                 | Rose Royce, Adeva, Brand New Heavies, Oliver Cheatham, The Reel People Sound System, Gloria Scott, Marc Evans, HopfSandKoke | Norman Jay, Eddie Piller, Smudo, Miss Kelly Marie, Les Spaine, Ian Dewhirst, Hans Nieswandt, Onur Engin, Mick Farrer, Steve Hobbs, Michael Reinboth, Henry Storch, Rob Wigley, Lloyd Attrill, Gabriel Bouffiere, Crout, Mr. Brown, Dan D. | Bernd Niedergesäß, Kenny B.             |
| BSW #8 23.–25. Mai 2014                   | Lisa Stansfield, Archie Bell, Candi Staton, D-Train, Nicole Willis, Gloria Scott, Bah Samba, Wax da Jam, The Teenagers, Frank McComb, Natasha Watts, Rhonda | Bernd Niedergesäß, Buzz T, DJ Belli Bel, Crout, Dan D., DJ E.A.S.E. (Nightmares On Wax), Eddie Piller, DJ Friction, Gabriel Bouffiere, Hans Nieswandt, Henry Storch, Ian Dewhirst, Javi Frias, John Morales, Jonathan Fischer, Jürgen Drimal, Kenny B., Lloyd Attrill, Mick Farrer, Miss Kelly Marie, Mousse T., Mr. Brown, Rob Wigley, Sarah Watts, Smudo, Steve Hobbs, Supergid | Bernd Niedergesäß, Kenny B.             |
| BSW #9 DJ-Weekender 21.–23. November 2014 | — | Dr. Bob Jones, DJ Ferry, DJ Friction, Hans Nieswandt, Jazzy B., Joey Negro, John Morales, Norman Jay, Onur Engin, Perry Louis, Rebecca Vasment, Stereo MCs, The Disco Boys, Victor Simonelli, und weitere | —                                       |
| BSW #10 22.–25. April 2016                | Lenny Williams, Ce Ce Peniston, Tavares, Jazzanova, Myles Sanko, James & Black, Gloria Scott, Byron Stingily, Sister Sledge, Tortured Soul, Rasmus Faber pres. RaFa Orchestra | Crout, Dan D., Dimitri from Paris, Divan Pan, DJ Friction, Eddie Piller, Hans Nieswandt, Henry Storch, John Manship, John Morales, Keb Darge, Lloyd Attrill, Michael Reinboth, Mick Farrer, Mirko Machine, Miss Kelly Marie, Mousse T., Ozi Celik, Smudo, Steve Hobbs, Supergid, The Reflex | Bernd Niedergesäß, Kenny B.             |
| BSW #11 City-Weekender 20. Mai 2017       | Sugarhill Gang, Sons Of Time, Natasha Watts | Miss Kelly Marie, DJ Friction, Mr. Brown, Kenny B., Eddie Piller, Mick Farrer, Steve Hobbs, Henry Storch, Crout | —                                       |
| BSW #12 20.–21. April 2018                | Harold Melvin and the Blue Notes, Joy Denalane, Imagination featuring Leee John, Artful Dodger, Laville, Seven, D’Influence, Margie Joseph, Flo Mega, Gloria Scott, Alana feat. P2C Anmerkung: Für Laville war ursprünglich Leroy Hutson vorgesehen, der jedoch wegen familiärer Gründe absagen musste. | Mousse T., John Morales, Smudo, The Reflex, DJ Friction, Assoto Sounds, Eddie Piller, Mirko Machine, Hans Nieswandt, Mr. Brown, Ferry Ultra, Miss Kelly Marie, Steve Hobbs, Mick Farrer, Lloyd Attrill, Rob Wigley, Divan Pan, Crout, Supergid, Bernd Niedergesäß, Kenny B., Dan D., Akim B. Anmerkung: Henry Storch, der seit der ersten Ausgabe des Baltic Soul Weekender fester Bestandteil des DJ-Programms gewesen ist, war am 26. Februar 2018 verstorben. Ihm zum Gedenken wurde mehrmals von verschiedenen DJs mit „Tribute to Henry Storch“ gedacht. | Bernd Niedergesäß, Kenny B.             |
| BSW #13 10.–12. Mai 2019                  | Boney M., Cool Million, Eddie Holman, Fatcat, Gloria Scott, Pat Appleton, Kaiit, Odyssey, Ruby Andrews, The Everettes, The Supremes | Assoto Sounds, DJ Friction, Smudo, Eddie Piller, Ferry Ultra, Hans Nieswandt, Mirko Machine, Miss Kelly Marie, Mousse T., Mr. Brown, The Reflex, Akim B., Bob Masters, Dan D., Kenny B., Levanna McLean, Lloyd Attrill, Mick Farrer, Noble & Heath, Sophie Lloyd, Steve Hobbs, Supergid | Kenny B., Akim B.                       |
| BSW #14 1.–3. Mai 2020                    | Aufgrund der Corona-Pandemie abgesagt | Aufgrund der Corona-Pandemie abgesagt | Aufgrund der Corona-Pandemie abgesagt   |
| BSW #15 23.–25. April 2021                | Aufgrund der Corona-Pandemie verschoben | Aufgrund der Corona-Pandemie verschoben | Aufgrund der Corona-Pandemie verschoben |
| BSW #15 26.–28. November 2021             | Aufgrund der Corona-Pandemie abgesagt | Aufgrund der Corona-Pandemie abgesagt | Aufgrund der Corona-Pandemie abgesagt   |
| BSW #16 29. April bis 1. Mai 2022         | Gloria Scott, Cunnie Williams, The Blackbyrds, Kraak & Smaak, Danny Clay's Luther Vandross Show, The Moment of Truth, Jan Delay & Disko No. 1, The Everettes, Myles Sanko | Mr. Brown, Sidney Duteil, Mirko Machine, Ferry Ultra, Mousse T., DJ Friction, Mick Farrer, Noble & Health, Dan D., Eddie Piller, Levanna McLean, Mike Vitti, Rainer Trüby, Akim B., Steve Hobbs, Assoto Sounds, Horse Meat Disco, Miss Kelly Marie, Lloyd Attrill, Bernd Niedergesäß | Bernd Niedergesäß, Akim B.              |
| BSW #17 5.–7. Mai 2023                    | Heatwave, The Real Thing, Tortured Soul, Linda Clifford, Jimmy „Bo“ Horne, Aloe Blacc, Mamas Gun, The Everettes, Milton Wright. Anmerkung: Gloria Scott war aus Krankheitsgründen verhindert. Für Tortured Soul waren ursprünglich Monophonics vorgesehen, die jedoch kurzfristig absagen mussten. | Supergid, Ash Selector, Mousse T., Steve Hobbs, Bernd Niedergesäß, Mick Farrer, Akim B., Disco Dice, Jens Lissat, Lloyd Attrill, Levanna McLean, Dan D., Eddie Piller, Rob Wrigley, Crout, Sidney Duteil, Mike Vitti, DJ Friction, Richard Marinus, Mr. Brown, DJ Mad, Ferry Ultra, Bobby & Steve, Miss Kelly Marie, Mirko Machine | Bernd Niedergesäß, Akim B.              |
| BSW #18 3.–5. Mai 2024                    | Glenn Jones, Leela James, Mario Biondi, Joel Sarakula, The Terri Green Project, Kenny Thomas, Sister Sledge, Sera Kalo, The Everettes Anmerkung: Aus Sicherheitsgründen musste am Freitag das Programm im Zelt wegen einer Unwetterwarnung unterbrochen werden und verschob sich um etwa zwei Stunden, so dass die angekündigten Künstler verkürzte Auftritte hatten. Am Samstag stand Byron Stingily als Überraschungsgast auf der Bühne. | Supergid, Mr. Brown, Mousse T., Steve Hobbs, Bernd Niedergesäß, Mick Farrer, Akim B., Jens Lissat, Rainer Trüby, Lloyd Attrill, Eddie Piller, Dan Dombrowe, Levanna McLean, Sidney Duteil, Mike Vitti, DJ Friction, Miss Kelly Marie, Robbie Leslie, Ash Selector, Ferry Ultra, John Manship, Richard Marinus Anmerkung: Der Auftritt von Nilz Bokelberg entfiel wegen technischer Probleme. | Bernd Niedergesäß, Akim B. und Gäste    |
| BSW #19 23.–25. Mai 2025                  | The Jones Girls, The Three Degrees, Incognito, Jean Carn, The Everettes, Oscar „Chucky“ Cordero, The Brooks, Byron Stingily, Stero MC’s, Tito Puente Jr. Anmerkung: Für die Three Degrees waren ursprünglich Double Exposure vorgesehen. Am Samstag standen die Weather Girls als Überraschungsact auf der Bühne. | Supergid, Kruder & Dorfmeister, Steve Hobbs, Bernd Niedergesäß, Mick Farrer, Akim B., DJ Friction, The Shapeshifters, Frank Popp, Levanna McLean, Lloyd Attrill, Eddie Piller, Dan Dombrowe, Michela Cini, Sidney Duteil, Mike Vitti, Richard Marinus, Mr. Brown, Ferry Ultra, The Humble Dapper, Angelo Romeu, Captain Funk Nord, Michael Gray, Ash Selector, Nilz Bokelberg, Robbie Leslie, Miss Kelly Marie | Bernd Niedergesäß, Akim B. und Gäste    |
| BSW #20 24.–26. April 2026 (geplant)      | | |                                         |

## Compilations
Bis heute wurden insgesamt fünf Baltic Soul Weekender Kompilationen mit teils raren Songs auf Schallplatte (nur Ausgabe 2 bis 5) und Compact Disc veröffentlicht. Nachfolgend finden sich die Titelaufstellungen der LPs, die mit weniger Titel veröffentlicht wurden, und CDs.

### #1 – Weekender Anthems
| Nr. (LP) | Nr. (CD) | Interpret                          | Songname                                       |
| -------- | -------- | ---------------------------------- | ---------------------------------------------- |
| —        | 01       | Joyce Sims                         | Come Into My Life                              |
| —        | 02       | Harold Melvin and the Blue Notes   | Wake Up Everybody                              |
| —        | 03       | Walter Jackson                     | Touching In The Dark                           |
| —        | 04       | Billy Paul                         | Bring The Family Back                          |
| —        | 05       | Leela James                        | Good Time                                      |
| —        | 06       | Joey Negro pres. The Sunburst Band | Everyday                                       |
| —        | 07       | Jon Lucien                         | Would You Believe In Me                        |
| —        | 08       | Lou Rawls                          | See You When I Git There                       |
| —        | 09       | McFadden & Whitehead               | Ain’t No Stoppin’ Us Now                       |
| —        | 10       | Otis Clay                          | The Only Way Is Up                             |
| —        | 11       | Pockets                            | Come Go With Me                                |
| —        | 12       | Teddy Pendergrass                  | The More I Get, The More I Want                |
| —        | 13       | Jackie Wilson                      | (Your Love Keeps Lifting Me) Higher And Higher |
| —        | 14       | Al Green                           | Let’s Stay Together                            |
| —        | 15       | Maze                               | Joy And Pain                                   |

### #2 – Soulful & Funk 70’s
| Nr. (LP) | Nr. (CD) | Interpret                      | Songname                                            |
| -------- | -------- | ------------------------------ | --------------------------------------------------- |
| A1       | 01       | Flowers                        | For Real                                            |
| A2       | 02       | Dennis Taylor                  | Sometimes                                           |
| A3       | 03       | Dezzie                         | Move                                                |
| —        | 04       | Terry Callier                  | I Don’t Want To See Myself (Without You)            |
| A4       | 05       | Marc Evans                     | The Way You Love Me (Dim’s T.S.O.P. Version Part 1) |
| B1       | 06       | Bennson                        | Whatever It Is                                      |
| —        | 07       | Marvin Gaye & Tammi Terrell    | Ain’t No Mountain High Enough (Ben Human Mix)       |
| —        | 08       | The Rebirth                    | Evil Vibrations                                     |
| B2       | 09       | Ray Munnings                   | Funky Nassau                                        |
| B3       | 10       | Lou Pride                      | It’s A Man’s World                                  |
| B4       | 11       | Lemuria                        | Hunk Of Heaven                                      |
| —        | 12       | Eli Goulart                    | Sunny                                               |
| —        | 13       | Flame ’n’ King & The Bold Ones | Ho Happy Day                                        |
| —        | 14       | Love Tambourines               | Spend The Day Without You                           |
| —        | 15       | Johnny King & The Fatback Band | Peace, Love Not War (K-Dope Productions Remix)      |

### #3 – Philly Sound & Charity Projects
| Nr. (LP) | Nr. (CD) | Interpret                              | Songname                                                   |
| -------- | -------- | -------------------------------------- | ---------------------------------------------------------- |
| —        | 01       | Rae & Christian feat. Bobby Womack     | Get A Life                                                 |
| A1       | 02       | Dee Edwards                            | (I Can) Deal With That                                     |
| A2       | 03       | Archie Bell & the Drells               | Strategy                                                   |
| A3       | 04       | Ce Ce Peniston                         | Somebody Else’s Guy (David Morales Classic Old School Mix) |
| A4       | 05       | Dee Dee Sharp-Gamble                   | Easy Money                                                 |
| A5       | 06       | Wayne Brady                            | Back In The Day                                            |
| A6       | 07       | Gloria Scott                           | That’s The Way Love Is                                     |
| B1       | 08       | Cool Million feat. CJ Anthony          | Give Me My Love                                            |
| —        | 09       | Rahsaan Patterson                      | So Hot                                                     |
| B2       | 10       | Jean Carn                              | If You Wanna Go Back                                       |
| —        | 11       | Don Thomas                             | Come On Train                                              |
| B3       | 12       | El Chicano                             | I’m A Good Woman                                           |
| B4       | 13       | Ann Sexton                             | Rising Up                                                  |
| B5       | 14       | Patryce Banks                          | I Wanna Get Close To You                                   |
| B6       | 15       | Mario Biondi and The High Five Quintet | This Is What You Are                                       |

### #4 – Soulful & New Dan’s Classics
| Nr. (LP) | Nr. (CD) | Interpret                                     | Songname                        |
| -------- | -------- | --------------------------------------------- | ------------------------------- |
| A1       | 01       | Curtis Mayfield                               | You’re So Good To Me            |
| —        | 02       | Avani feat. Rahsaan Patterson & Carl McIntosh | Watching You                    |
| A2       | 03       | Archie Bell & the Drells                      | Don’t Let The Love Get You Down |
| A3       | 04       | Teddy Pendergrass                             | Heaven Only Knows               |
| A4       | 05       | Lucy Pearl                                    | Don’t Mess With My Man          |
| A5       | 06       | Gene Chandler                                 | All About The Paper             |
| A6       | 07       | McFadden & Whitehead                          | I Heard It In A Love Song       |
| —        | 08       | Full Flava feat. Carleen Anderson             | Was That All It Was             |
| B1       | 09       | The Haggis Horns                              | The Traveller, Part 2 (Edit)    |
| B2       | 10       | Billy Ocean                                   | I Remember                      |
| —        | 11       | Omar feat. Angie Stone                        | Stylin’                         |
| B3       | 12       | Leroy Hutson                                  | Lucky Fellow                    |
| B4       | 13       | Roachford                                     | Together                        |
| B5       | 14       | George Jackson                                | Aretha Sing One For Me          |
| B6       | 15       | The Jackson 5                                 | Big Boy                         |

### #5 – Modern & Classic Steppers
| Nr. (LP) | Nr. (CD) | Interpret                        | Songname                              |
| -------- | -------- | -------------------------------- | ------------------------------------- |
| A1       | 01       | Paris                            | I Choose You                          |
| —        | 02       | Musiq Soulchild                  | Millionaire                           |
| A2       | 03       | Harold Melvin and the Blue Notes | You Know How To make Me Feel So Good  |
| A3       | 04       | Raheem DeVaughn                  | Woman                                 |
| A4       | 05       | Noel Gourdin                     | One Love                              |
| A5       | 06       | The O’Jays                       | Use ta Be My Girl                     |
| B1       | 07       | Garland Green                    | I’ve Quit Running The Streets         |
| B2       | 08       | Grey & Hanks                     | Dancin’                               |
| B3       | 09       | The Trammps                      | Stop And Think (Alternate Mix)        |
| B4       | 10       | Gene Chandler                    | Let Me Make Love To You               |
| —        | 11       | Robin Thicke                     | Sidestep                              |
| —        | 12       | CeeLo Green                      | I Want You (Original Jack Splash Mix) |
| B5       | 13       | Lou Rawls                        | Lady Love                             |
| —        | 14       | The Temptations                  | Aiming At Your Heart                  |
| —        | 15       | Gladys Knight & the Pips         | No One Could Love You More            |

## Charity-Aspekt
Die Veranstaltung ist nicht nur ein Musikfestival, sondern unterstützt gleichzeitig an Altersarmut leidende Soul-Künstler in der ganzen Welt. Die Veranstalter des Baltic Soul Weekenders unterstützen diese Künstler in rechtlichen, sozialen und finanziellen Aspekten. Unterstützung erhält das Baltic-Soul-Weekender-Team dabei von Künstlern wie Smudo, Mousse T. oder Jan Delay. Der Kauf der Baltic-Soul-Merchandise-Artikel kommt ebenfalls diesem Projekt zugute.

## Auszeichnungen
Im März 2012 wurde der Veranstalter des Baltic Soul Weekender, die Soul Weekender GmbH & Co. KG, in der Kategorie Festival des Jahres bei den Live Entertainment Awards nominiert und erreichte einen mit dem Veranstalter des Festivals Deichbrand, Deichbrand Rockfestival am Meer c/o ESK Events & Promotion GmbH, geteilten zweiten Platz. 2019 wurde die Four Artists Events GmbH als Veranstalter des Baltic Soul Weekender in der Kategorie Festival des Jahres 2019 mit dem thematischen Schwerpunkt der Jury „Kleiner & feiner“ für den PRG Live Entertainment Award 2020 nominiert.

## Künstlerzitate
“Baltic Soul Weekender is such an important event and piece of music history. What you do for the industry and, more importantly for the living legends is beyond noble.”

„Der Baltic Soul Weekender ist ein wichtiges Event und Teil der Musikgeschichte. Was hier für die Industrie und noch wichtiger für die lebenden Legenden getan wird, ist sehr nobel.“

## Weitere Baltic Soul Veranstaltungen
Unter derselben Marke Baltic Soul finden seit geraumer Zeit weitere regelmäßige Veranstaltungen statt:
- Baltic Soul Boat #1 (18. September 2016)
- Baltic Soul Boat #2 (19. März 2017)
- Baltic Soul Boat #3 (21. Mai 2017)
- Baltic Soul Boat #4 (18. September 2017)
- Baltic Soul Boat #5 (13. Mai 2018)
- Baltic Soul Boat #6 (9. September 2018)
- Baltic Soul Boat #7 (26. Mai 2019)
- Baltic Soul Charity Gala (2. Oktober 2014)
- Baltic Soul City Weekender (20. Mai 2017)
- Baltic Soul Night #1 (17. September 2016)